# Anwar Hadid
Anwar Mohamed Gerard Hadid (Los Angeles, 1999. június 22. –)  amerikai divatmodell, televíziós személyiség. 2016-ban a világ legbefolyásosabb modellügynöksége, az IMG Models leszerződtette.

## Életútja
Anwar Hadid 1999-ben született Mohamed Hadid palesztin ingatlanfejlesztő és Yolanda van den Herik holland modell harmadik gyermekeként.  Nővérei, Gigi és Bella Hadid szintén modellek. Apai ágon két féltestvére van, Marielle és Alana.  Anwar és testvérei santa barbara-i farmon nőtt fel, majd Malibuba költöztek, ahol általános iskolába járt. Középiskolai tanulmányait a Malibu High School-ban és a Westmark School-ban végezte, ahol szabadidejében az iskolák futballcsapataiban játszott, Liza Winkler rel egy csapatban. 
Modellként 2015 októberében debütált a Nylon Magazineban, majd a Teen Vogue 2016. nyári számának a címlapján szerepelt Cameron Dallas mellett. 2017 januárjában a Hugo Boss foglalkoztatta, majd a folyóév februárjában a New York-i divathéten jelent meg a Zadig & Voltaire márkát képviselve. Ezt követően a világ egyik legbefolyásosabb ügynöksége, az IMG Models szerződtette le, ahol testvérei is foglalkoztatott modellek. 

## Fordítás
- Ez a szócikk részben vagy egészben  az   Anwar Hadid című angol Wikipédia-szócikk fordításán alapul.  Az eredeti cikk szerkesztőit annak laptörténete sorolja fel. Ez a jelzés csupán a megfogalmazás eredetét és a szerzői jogokat jelzi, nem szolgál a cikkben szereplő információk forrásmegjelöléseként.